# Hankajärvi
Hankajärvi är en sjö i Finland. Den ligger i kommunen Soini i landskapet Södra Österbotten, i den centrala delen av landet, 300 km norr om huvudstaden Helsingfors. Hankajärvi ligger 183,1 meter över havet. Den är 4,9 meter djup. Arean är 2,81 kvadratkilometer och strandlinjen är 21,07 kilometer lång. Sjön  ingår i Kymmene älvs huvudavrinningsområde.   I omgivningarna runt Hankajärvi växer i huvudsak blandskog.